# Cratere Godefroy
Godefroy è un cratere sulla superficie di Giapeto.